# Жребий (фильм, 2024)
«Жребий» (англ. Salem's Lot, другой вариант перевода — «Салемов удел») — американский фильм ужасов о сверхъестественном режиссёра Гари Добермана, основанный на одноимённом романе Стивена Кинга. В фильме снимались Льюис Пуллман, Макензи Ли, Билл Кэмп, Спенсер Трит Кларк, Элфри Вудард и Уильям Сэдлер.
Премьера фильма в кинотеатрах США должна была состояться 21 апреля 2023 года, но его релиз был перенесён. 3 октября 2024 года фильм вышел на стриминговом сервисе Max. 11 октября 2024 года фильм выйдет в кинотеатрах Великобритании и Ирландии.

## Сюжет
Бен Мейрс — писатель, который возвращается в небольшой город Джерусалемс-Лот, где он родился, в поисках вдохновения для своей новой книги. В этом городе без вести пропадают люди, поодиночке и целыми семьями. Выясняется, что в городе обитают вампиры.

## В ролях
- Льюис Пуллман — Бен Мейрс, писатель
- Макензи Ли[англ.] — Сьюзан Нортон
- Билл Кэмп — Мэттью Берк, школьный учитель
- Николас Кроветти — Дэнни Глик
- Джон Бенджамин Хикки — отец Кэллахан
- Спенсер Трит Кларк — Майк Райерсон, могильщик
- Элфри Вудард — доктор Коуди
- Уильям Сэдлер — констебль Паркинс
- Пилу Асбек — Ричард Стрейкер

## Производство

### Разработка
«Жребий» (англ. Salem's Lot) является очередной киноадаптацией одноимённого романа Стивена Кинга, написанного в 1975 году. В апреле 2019 года стало известно, что Гари Доберман станет автором сценария и исполнительным продюсером фильма по роману Кинга, а Джеймс Ван станет одним из продюсеров. Позднее стало известно, что Доберман станет режиссёром фильма.

### Подбор актёров
В августе 2021 года на главную роль был утверждён Луис Пуллман. В том же месяце стало известно, что в фильме снимутся Макензи Ли, Билл Кэмп и Спенсер Трит Кларк. В сентябре 2021 года было объявлено, что в фильме также снимутся Элфри Вудард и Уильям Сэдлер.

### Съёмки
Съёмки фильма начались в Бостоне в сентябре 2021 года, оператором стал Майкл Берджесс. Съёмки также прошли в Массачусетсе (в Вустере и Ипсуиче).

## Релиз
Изначально планировалось, что фильм выйдет в кинотеатрах США 9 сентября 2022 года, дистрибьютором станет компания Warner Bros. Pictures. Позднее дату премьеры перенесли на 21 апреля 2023 года, но выход фильма так и не состоялся. В феврале 2024 года Стивен Кинг подверг критике Warner Bros. за задержку премьеры фильма, признавшись, что посмотрел его и фильм ему понравился. В марте 2024 года стало известно, что фильм выйдет на стриминговом сервисе Max в 2024 году. Также фильм выйдет в кинотеатрах Великобритании и Ирландии 11 октября 2024 года.

## Восприятие
На сайте-агрегаторе Rotten Tomatoes рейтинг фильма составляет 50 % на основании 46 обзоров критиков. Рейтинг на сайте-агрегаторе Metacritic составляет 50 из 100 возможных на основании 15 обзоров критиков, что соответствует «смешанным или средним» отзывам.